# Ptasia grypa
Grypa ptaków (influenza ptaków, pot. ptasia grypa) – ostra choroba zakaźna występująca powszechnie u ptaków, wywołana przez typ A wirusa grypy, który należy do rodziny Orthomyxoviridae, rodzaju Influenzavirus A.
Wirus ginie w temperaturze 70 °C. W zbiornikach wodnych, często zakażonych przez ptaki wodne, wirus zachowuje zakaźność przez 4 dni w 22 °C i ponad 30 dni w 0 °C. Najpopularniejszym lekiem dla ludzi przeciw grypie ptaków jest oseltamivir.

## Występowanie i szczepy
Grypa ptaków występuje na całym świecie i wszystkie gatunki ptaków są podatne na zarażenie się wirusem, choć niektóre gatunki są bardziej odporne od innych. Do tej pory zidentyfikowano ponad 140 szczepów wirusa, klasyfikowanych w czterech typach: A, B, C, D. Większość z nich to odmiany łagodne o niskiej patogenności (Low Pathogenic Avian Influenza, LPAI) (ang.).
Mimo tego, znane są dwa szczepy (H5 i H7), które mogą przyczyniać się do dużej śmiertelności wśród drobiu – szczepy o wysokiej patogeniczności (ang. Highly Pathogenic Avian Influenza, HPAI). Szczepy te zazwyczaj jednak nie występują wśród dziko żyjących ptaków. Pojawiają się one u drobiu, przetrzymywanego w ogromnych, nienaturalnych zagęszczeniach. W tego typu warunkach wirusy mogą poprzez wielokrotne cykle rozwojowe wytworzyć szczepy o nowych genetycznie cechach i bardzo znacznej zjadliwości. Dzikie ptaki mogą zarazić się tymi szczepami przez bezpośredni kontakt z chorym drobiem.
Na grypę ptaków chorują nie tylko ptaki. Odnotowano występowanie wirusa także u łaskunów, tygrysów, świń, kotów, psów i ludzi.

### Szczep H5N1
Kraje, w których były padłe dzikie ptaki i drób
     Kraje, w których były ofiary wśród ludzi i padłe ptactwo

Przypadki H5N1 na świecie
Kraje, w których były padłe dzikie ptaki i drób
Kraje, w których były ofiary wśród ludzi i padłe ptactwo

Najgroźniejszym obecnie szczepem wirusa jest szczep H5N1. Po raz pierwszy stwierdzono go w Hongkongu w 1997 r. Szczep ten wyewoluował najprawdopodobniej ze szczepów LPAI w ogromnych fermach na skutek nienaturalnego zagęszczenia hodowanego drobiu, złych warunków sanitarnych i innych czynników.
Mimo stwierdzenia już w 1997 r., prawdziwa epidemia ptactwa domowego wybuchła dopiero w 2003 r. w Kambodży, Chinach, Indonezji, Japonii, Laosie, Korei Południowej, Tajlandii i Wietnamie. W roku tym zginęło od wirusa i/lub zostało zabitych przez hodowców ok. 100 mln sztuk drobiu. Po względnym opanowaniu choroby nastąpił nawrót w 2004 r. w tych samych krajach oraz w Malezji, Kazachstanie, Rosji (na Syberii), Iraku, Iranie, Gruzji, Azerbejdżanie, Izraelu, Afganistanie, Pakistanie, Indiach, Birmie, Kuwejcie, Jordanii a także w Europie – na Węgrzech, Ukrainie, Słowacji, w Chorwacji, Rumunii, Turcji, Włoszech, Grecji, Bułgarii, Austrii, Bośni, Serbii i Czarnogórze, Francji, Niemczech, Szwajcarii, Słowenii, Danii, Szwecji, Czechach i w Polsce, oraz w Afryce – Nigerii, Nigrze, Egipcie, Kamerunie, Burkina Faso, w Togo i Ghanie.
Według WHO od 2003 roku do sierpnia 2009 zmarły 262 osoby na 440 zgłoszonych zachorowań (60%). Charakteryzuje się więc on dość dużą zjadliwością, co jest czynnikiem zmniejszającym ryzyko pandemii. Stosunkowo trudno jest się nim też zarazić.

### Szczep H5N8
Wirusy H5N8 należą do dużej grupy wirusów określanych jak H5Nx i wywodzących się od wirusa H5N1. Wywołuje wysoką zachorowalność i śmiertelność również u drobiu wodnego. Pierwsze przypadki tego wirusa odnotowano w 2010 roku w Azji. Do niedawna uważano, że ten szczep wirusa nie jest chorobotwórczy dla człowieka, jednak w lutym 2021 odnotowano pierwsze przypadki zakażenia nim ludzi. Zakażeniu wirusem H5N8 uległo siedmiu pracowników fermy drobiu w Rosji.

### Szczep H10N3
28 maja 2021 roku w Chinach potwierdzono pierwszy przypadek zakażenia u człowieka szczepem H10N3.

## Drogi zakażenia

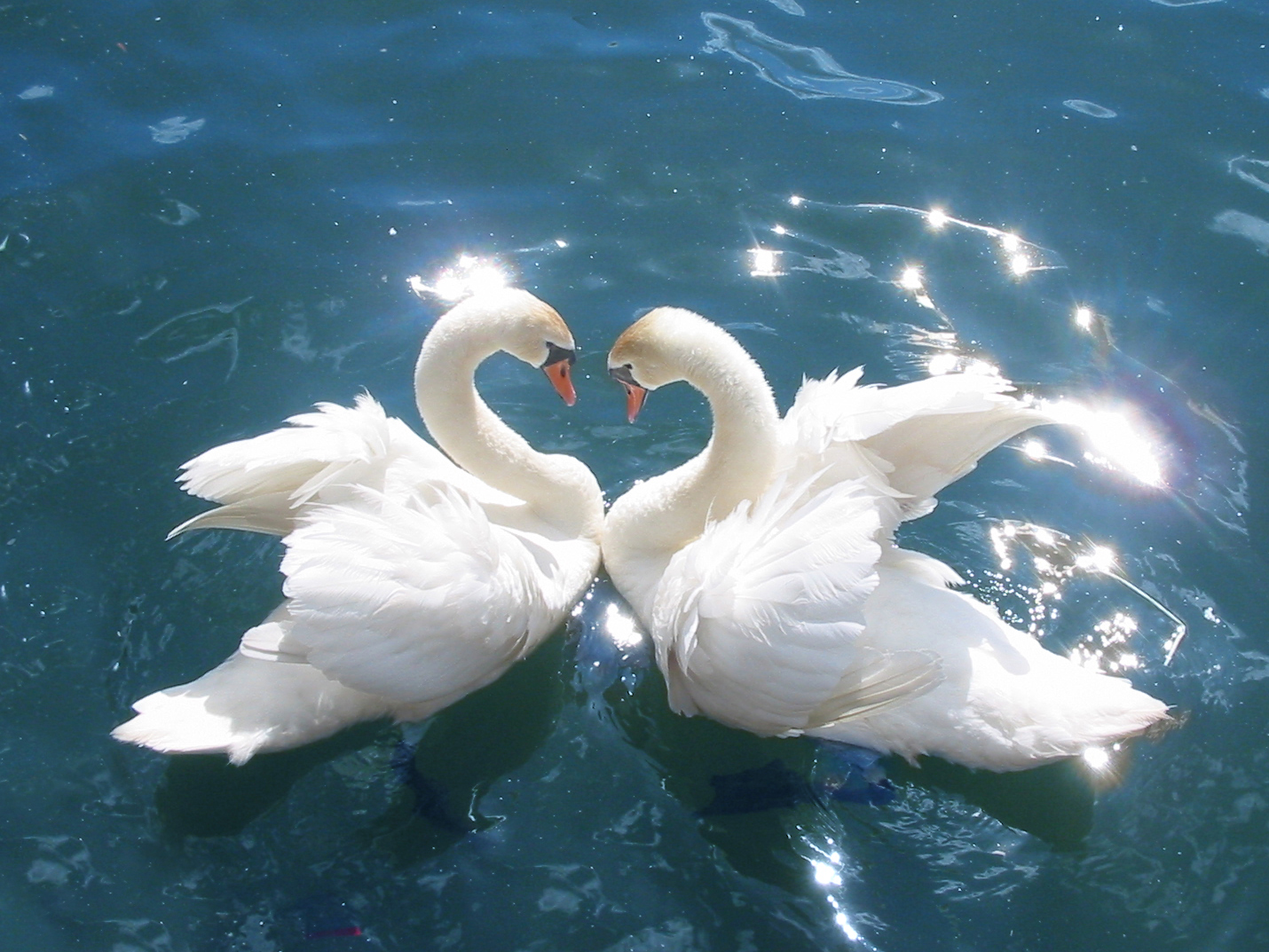
Łabędzie mogą przenosić wysoce patogenne szczepy H5N1 oraz inne wirusy ptasiej grypy

Mimo ryzyka zakażenia się chorobą przez inne ptaki (szczególnie narażone są ptaki wodne – kaczki, gęsi i łabędzie, czyli blaszkodziobe Anseriformes oraz mewy Laridae), nie ma żadnych dowodów na to, że ogniska choroby mogą powstawać na skutek przenoszenia wirusa przez dzikie i migrujące ptaki. Czas i kierunki migracji dziko żyjących ptaków są odmienne od czasu i kierunków rozprzestrzeniania się obecnej epidemii ptasiej grypy.
Do powstania nowych ognisk choroby w Azji dochodziło zawsze na skutek przemieszczania zakażonego drobiu. Wybuch epidemii w Kazachstanie, Mongolii i Rosji miał miejsce w okresie letnim, kiedy ptaki wodne pierzą się i nie są zdolne do lotu. Ponadto ogniska choroby występują w miejscach połączonych głównymi szlakami komunikacyjnymi, którymi prawdopodobnie transportowano zarażony drób. Dodatkowo wirus H5N1 jest tak zjadliwy, iż zarażony ptak nie byłby w stanie przelecieć znacznej odległości.
Obserwowany w lutym 2006 r. „atak” ptasiej grypy w Europie także nie pokrywa się z migracjami ptaków – ptaki migrujące jeszcze nie zdążyły wrócić, a np. gęsi zbożowe, które zimują w Polsce, przyleciały z północy, gdzie do tej pory nie odnotowano szczepu H5N1.

## Zagrożenie pandemią
Największym niebezpieczeństwem dla ludzi byłoby pojawienie się mutacji w strukturze genetycznej wirusa, która pozwoliłaby mu na przenoszenie się od człowieka do człowieka. W chwili obecnej człowiek może zakazić się jedynie od zwierzęcia, ale zupełnie prawdopodobne jest pojawienie się (na drodze mutacji) zmiany w genetycznej strukturze wirusa umożliwiającej mu przenoszenie się z człowieka na człowieka, choć wymaga to niekorzystnego zbiegu okoliczności: aby doszło do tej mało prawdopodobnej sytuacji człowiek lub zwierzę (np. świnia) musi zarazić się równocześnie wirusem ludzkim i zwierzęcym. W skrócie można powiedzieć, że dzięki podziałowi na segmenty możliwa jest wymiana genów pomiędzy dwoma wirusami pasożytującymi na tej samej komórce. W takiej sytuacji może powstać zupełnie nowy szczep zdolny do wywołania pandemii.
Do 26 czerwca 2006 stwierdzono jeden przypadek przejścia wirusa z człowieka na człowieka bez utraty zjadliwości. 25 czerwca 2006 w Indonezji zmarł na ptasią grypę ojciec, zaraziwszy się uprzednio od swojego 10-letniego syna. Stwierdzono to na podstawie drobnej zmiany w genomie wirusa znalezionego u chłopca, która również była obecna w genomie wirusa ojca. Zmiana ta jednak nie wydaje się dotyczyć ani zjadliwości, ani zaraźliwości.
W 2005 odtworzono strukturę genetyczną wirusa, który wywołał epidemię grypy hiszpanki w latach 1918–1919. Okazało się, że wirus był bardzo podobny do wirusa ptasiej grypy i najprawdopodobniej od niego pochodził. Na razie nie wykryto jeszcze pojawienia się takiej mutacji.

## Objawy

### Objawy u ptaków
Okres inkubacji trwa 3 do 5 dni w zależności od szczepu wirusa (czasami do 7 dni), gatunku drobiu i jego wieku.
Objawy kliniczne ptasiej grypy u drobiu są mało charakterystyczne i zróżnicowane w zależności od zjadliwości szczepu wirusa wywołującego chorobę, gatunku i wieku ptaków, zakażeń towarzyszących oraz warunków środowiskowych.
Główne objawy kliniczne wysoce zjadliwej grypy ptaków (HPAI) u drobiu to:
- depresja,
- brak apetytu,
- gwałtowny spadek/utrata produkcji jaj, miękkie skorupy jaj,
- objawy nerwowe,
- zasinienie i obrzęk grzebienia i korali,
- silne łzawienie, obrzęk zatok podoczodołowych, kichanie,
- trudności z oddychaniem,
- biegunka.

Padnięcia mogą być nagłe, bez widocznych objawów sygnalizujących zakażenie. Śmiertelność może dochodzić do 100%.
Przy zakażeniu wirusem grypy o niskiej zjadliwości mogą wystąpić objawy (raczej łagodne) ze strony układu oddechowego, depresja, biegunka, zmniejszona produkcja jaj u niosek aż do zaniku, osłabienie, stroszenie piór i gorączkę.
Zakażone ptaki wydalają duże ilości wirusa z kałem, w wydzielinie z oczu i dróg oddechowych. Przedłużająca się choroba powoduje wzrastające przekrwienie, głównie na gardle, tchawicy, żołądku i tłuszczu w okolicy serca oraz podskórne obrzmienie na głowie i nogach zwierząt.
Gatunkami drobiu, które charakteryzują się dużą wrażliwością na zakażenie wirusem grypy ptaków i występowanie klinicznej postaci choroby są kury i indyki. Podobną, aczkolwiek nieco mniejszą wrażliwością charakteryzują się perliczki, przepiórki, bażanty i kuropatwy. Gatunkami drobiu, które wykazują podatność na zakażenie wszystkimi szczepami wirusa ptasiej grypy są kaczki i gęsi, ale tylko niektóre bardzo zjadliwe wirusy wywołują u nich kliniczną postać choroby. Największą odpornością  na grypę ptaków charakteryzują się strusie, gdzie do upadków dochodzi u 20-30% zainfekowanej populacji. W przypadku emu objawy kliniczne i upadki nie występują praktycznie w ogóle.

### Objawy u ludzi
Grypa ptaków u ludzi wywołuje objawy podobne do tych spowodowanych zwykłą grypą:
- gorączka,
- kaszel,
- ból gardła,
- bóle mięśni, stawów,
- zapalenie spojówek,
- ataksja.

W ciężkich przypadkach może także powodować problemy z oddychaniem oraz prowadzić do zapalenia płuc.

## Grupy podwyższonego ryzyka
- zdrowe dzieci w wieku od 6. do 23. miesiąca;
- kobiety w ciąży;
- dzieci i młodzież (od 6. miesiąca życia do 18 lat), leczone przewlekle kwasem acetylosalicylowym;
- dorośli i dzieci chorzy na przewlekłe choroby układu sercowo-naczyniowego lub oddechowego, w tym na astmę;
- dorośli i dzieci, którzy w minionym roku często przebywali w szpitalu z powodu chorób metabolicznych (w tym cukrzycy), niewydolności nerek, hemoglobinopatii lub niedoborów odporności;
- osoby po przeszczepie organu.

## Zakażenia u ludzi
Ludzie zarażają się H5N1, dotykając chorych ptaków, ich wydzielin lub odchodów. Dotychczas większość przypadków zachorowań u ludzi zdarzyła się w rejonach wiejskich czy podmiejskich, gdzie w wielu gospodarstwach hodowany jest drób.
Aby zmniejszyć prawdopodobieństwo zakażenia się, należy:
- wszystkie przedmioty stykające się z surowym drobiem myć detergentem i dokładnie spłukiwać[10];
- uważać, by soki z surowego mięsa nie stykały się z innymi produktami spożywczymi[10];
- unikać kontaktu z ptasimi odchodami (np. podczas mycia samochodu, okien) – używać jednorazowych rękawiczek[10];
- unikać bezpośredniego kontaktu z ptactwem (zwłaszcza z padłymi sztukami) – nie dotykać; zarazić się można poprzez kontakt z piórami, pierzem lub puchem;
- powstrzymać się od jedzenia potraw z surowych jaj (np. kogel-mogel);
- ptasie jajka przechowywać osobno, nie pozwalając by weszły w kontakt z inną żywnością; przed użyciem zaleca się wyparzyć je we wrzątku;
- myć ręce i narzędzia po każdej obróbce produktów drobiowych.

## Przypadki w Polsce

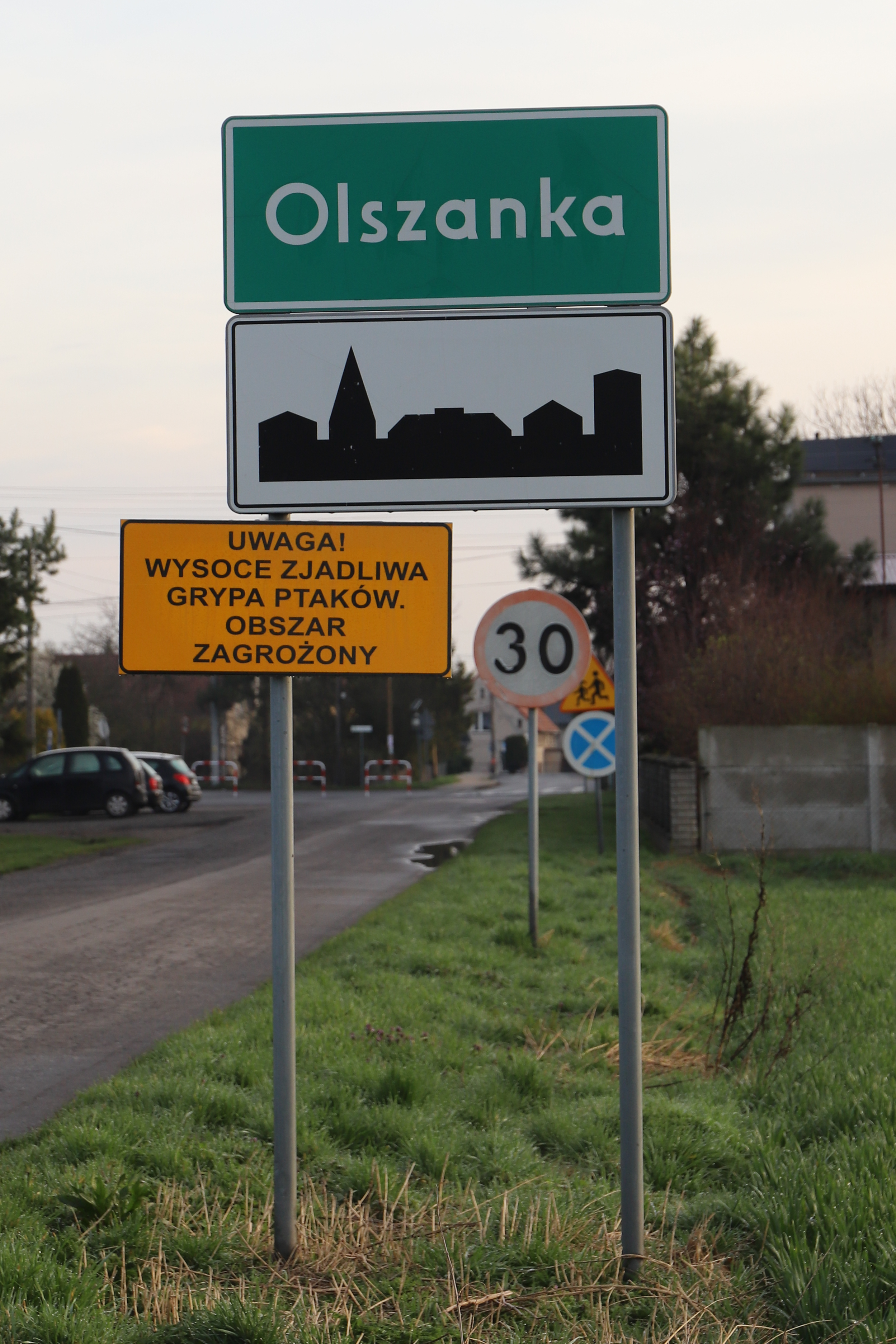

2 marca 2006 znaleziono dwa martwe i jednego chorego łabędzia w Toruniu. 5 marca 2006 rano podano do wiadomości, że są to pierwsze przypadki wystąpienia wirusa grypy ptaków w Polsce. Tego samego dnia Państwowy Instytut Weterynarii w Puławach podał, że łabędzie były zarażone wirusem H5N1. Londyński instytut potwierdził ten wynik.
Kolejny potwierdzony w Polsce przypadek znalezienia wirusa ptasiej grypy odkryto 11 marca 2006 w Kostrzynie nad Odrą (woj. lubuskie). Tego samego dnia podano do wiadomości o dwóch następnych ogniskach choroby: w Świnoujściu i Bydgoszczy.
1 grudnia 2007 roku wykryto trzy ogniska grypy ptaków w miejscowościach Rokicice, Myśliborzyce i Uniejewo pod Płockiem. Na miejscowych fermach drobiu (w tym dwóch indyczych), zlokalizowano szczep H5N1.
8 grudnia 2007 roku odkryto nowe ognisko grypy ptaków w powiecie żuromińskim w województwie mazowieckim.
10 grudnia 2007 roku minister rolnictwa poinformował o pojawieniu się ogniska grypy ptaków w miejscowości Sadłowo w gminie Bieżuń.
w grudniu 2007 wykryto także ogniska w miejscowościach Łępno, Krzykały gm. Orneta
oraz Głodówko i w gminie Miłakowo.

### 2016
| Lp. | Data potwierdzenia | Kierunek produkcji     | Miejscowość       | Gmina             | Powiat         | Województwo    |
| --- | ------------------ | ---------------------- | ----------------- | ----------------- | -------------- | -------------- |
| 1.  | 3 grudnia          | gęsi                   | -                 | Deszczno          | gorzowski      | lubuskie       |
| 2.  | 13 grudnia         | indyki                 | -                 | Deszczno          | gorzowski      | lubuskie       |
| 3.  | 15 grudnia         | gęsi                   | -                 | Deszczno          | gorzowski      | lubuskie       |
| 4.  | 18 grudnia         | indyki                 | -                 | Deszczno          | gorzowski      | lubuskie       |
| 5.  | 18 grudnia         | chów przyzagrodowy     | -                 | Przemyśl          | przemyski      | podkarpackie   |
| 6.  | 20 grudnia         | indyki                 | -                 | Deszczno          | gorzowski      | lubuskie       |
| 7.  | 20 grudnia         | indyki                 | -                 | Deszczno          | gorzowski      | lubuskie       |
| 8.  | 20 grudnia         | chów przyzagrodowy     | -                 | Książ Wielki      | miechowski     | małopolskie    |
| 9.  | 22 grudnia         | chów przyzagrodowy     | -                 | Książ Wielki      | miechowski     | małopolskie    |
| 10. | 23 grudnia         | kaczki                 | Borek             | Deszczno          | gorzowski      | lubuskie       |
| 11. | 23 grudnia         | indyki                 | Maszewo           | Deszczno          | gorzowski      | lubuskie       |
| 12. | 23 grudnia         | chów przyzagrodowy     | Czuszów           | Pałecznica        | proszowicki    | małopolskie    |
| 13. | 26 grudnia         | indyki                 | Karnin            | Deszczno          | gorzowski      | lubuskie       |
| 14. | 27 grudnia         | indyki                 | Lubiszyn          | Lubiszyn          | gorzowski      | lubuskie       |
| 15. | 27 grudnia         | chów przyzagrodowy     | Zagórzyce         | Pińczów           | pińczowski     | świętokrzyskie |
| 16. | 28 grudnia         | indyki                 | Stare Polichno    | Santok            | gorzowski      | lubuskie       |
| 17. | 29 grudnia         | chów przyzagrodowy     | Dąbrowa Tarnowska | Dąbrowa Tarnowska | dąbrowski      | małopolskie    |
| 18. | 29 grudnia         | indyki                 | Stare Polichno    | Santok            | gorzowski      | lubuskie       |
| 19. | 29 grudnia         | kaczki                 | Płonica           | Deszczno          | gorzowski      | lubuskie       |
| 20. | 30 grudnia         | kurczęta wolno rosnące | Stare Polichno    | Santok            | gorzowski      | lubuskie       |
| 21. | 31 grudnia         | chów przyzagrodowy     | m. Krosno         |                   | krosnośnieński | podkarpackie   |
| 22. | 31 grudnia         | chów przyzagrodowy     | Koryto            | Czarnocin         | kazimierski    | świętokrzyskie |

### 2017
| Lp. | Data potwierdzenia | Kierunek produkcji | Miejscowość           | Gmina             | Powiat                  | Województwo         |
| --- | ------------------ | ------------------ | --------------------- | ----------------- | ----------------------- | ------------------- |
| 1.  | 3 stycznia         | chów przyzagrodowy | Przewóz               | Cisek             | kędzierzyńsko-kozielski | opolskie            |
| 2.  | 3 stycznia         | indyki             | Płonica               | Deszczno          | gorzowski               | lubuskie            |
| 3.  | 3 stycznia         | indyki             | Kiełpin               | Deszczno          | gorzowski               | lubuskie            |
| 4.  | 5 stycznia         | chów przyzagrodowy | Krzywaczka            | Sułkowice         | myślenicki              | małopolskie         |
| 5.  | 6 stycznia         | indyki             | Przytoczna            | Przytoczna        | międzyrzecki            | lubuskie            |
| 6.  | 7 stycznia         | chów przyzagrodowy | Włochy                | Domaszowice       | namysłowski             | opolskie            |
| 7.  | 11 stycznia        | chów przyzagrodowy | Kudowa-Zdrój          | Kudowa-Zdrój      | kłodzki                 | dolnośląskie        |
| 8.  | 11 stycznia        | chów przyzagrodowy | m. Kraków             |                   |                         | małopolskie         |
| 9.  | 17 stycznia        |                    | Bierzów               | Kobyla Góra       | ostrzeszowski           | wielkopolskie       |
| 10. | 18 stycznia        | chów przyzagrodowy | Popielarnia           | Wiskitki          | żyrardowski             | mazowieckie         |
| 11. | 24 stycznia        | chów przyzagrodowy | Sulechów              | Sulechów          | zielonogórski           | lubuskie            |
| 12. | 27 stycznia        |                    |                       | Nowy Tomyśl       | nowotomyski             | wielkopolskie       |
| 13. | 28 stycznia        | indyki             |                       | Gietrzwałd        | olsztyński              | warmińsko-mazurskie |
| 14. | 30 stycznia        |                    | Poręba Żegoty         | Alwernia          | chrzanowski             | małopolskie         |
| 15. | 31 stycznia        | chów przyzagrodowy | Siennów               | Zarzecze          | przeworski              | podkarpackie        |
| 16. | 2 lutego           | kaczki             | Kaliszkowice Kaliskie | Mikstat           | ostrzeszowski           | wielkopolskie       |
| 17. | 3 lutego           | kury nioski        |                       | Oleśnica          | oleśnicki               | dolnośląskie        |
| 18. | 3 lutego           | chów przyzagrodowy |                       | Zarzecze          | przeworski              | podkarpackie        |
| 19. | 3 lutego           | indyki             |                       | Mosina            | poznański               | wielkopolskie       |
| 20. | 4 lutego           | kaczki             |                       | Grabów nad Prosną | ostrzeszowski           | wielkopolskie       |
| 21. | 4 lutego           | indyki             |                       | Gietrzwałd        | olsztyński              | warmińsko-mazurskie |
| 22. | 7 lutego           | gęsi               |                       | Wisznia Mała      | trzebnicki              | dolnośląskie        |
| 23. | 9 lutego           | kury nioski        |                       | Stęszew           | poznański               | wielkopolskie       |
| 24. | 9 lutego           | kaczki             |                       | Wisznia Mała      | trzebnicki              | dolnośląskie        |
| 25. | 10 lutego          | kury nioski        |                       | Oleśnica          | oleśnicki               | dolnośląskie        |
| 26. | 10 lutego          | chów przyzagrodowy |                       | Łazy              | zawierciański           | śląskie             |
| 27. | 12 lutego          | kury nioski        |                       | Stęszew           | poznański               | wielkopolskie       |
| 28. | 14 lutego          | chów przyzagrodowy |                       | Ustroń            | cieszyński              | śląskie             |
| 29. | 14 lutego          | chów przyzagrodowy |                       | Zgorzelec         | zgorzelecki             | dolnośląskie        |
| 30. | 20 lutego          | indyki, kury       |                       | Krypno            | moniecki                | podlaskie           |
| 31. | 20 lutego          | gęsi               |                       | Sośnie            | ostrowski               | wielkopolskie       |
| 32. | 20 lutego          | gęsi               |                       | Sośnie            | ostrowski               | wielkopolskie       |
| 33. | 21 lutego          | chów przyzagrodowy |                       | Promna            | białobrzeski            | mazowieckie         |
| 34. | 22 lutego          | gęsi               |                       | Mikstat           | ostrzeszowski           | wielkopolskie       |
| 35. | 23 lutego          | gęsi               |                       | Sośnie            | ostrowski               | wielkopolskie       |
| 36. | 23 lutego          | chów przyzagrodowy |                       | Kruszwica         | inowrocławski           | kujawsko-pomorskie  |
| 37. | 24 lutego          | chów przyzagrodowy |                       | Kożuchów          | nowosolski              | lubuskie            |
| 38. | 1 marca            | kaczki             |                       | Mikstat           | ostrzeszowski           | wielkopolskie       |
| 39. | 6 marca            | chów przyzagrodowy |                       | Otyń              | nowosolski              | lubuskie            |
| 40. | 7 marca            | chów przyzagrodowy |                       | Mogilany          | krakowski               | małopolskie         |
| 41. | 7 marca            | chów przyzagrodowy |                       | Mikstat           | ostrzeszowski           | wielkopolskie       |
| 42. | 9 marca            | indyki             |                       | Sieroszewice      | ostrowski               | wielkopolskie       |
| 43. | 16 marca           | chów przyzagrodowy |                       | Skawina           | krakowski               | małopolskie         |

### 2019 - 2020
| Lp. | Data potwierdzenia | Kierunek produkcji   | Miejscowość         | Gmina               | Powiat                  | Województwo         |
| --- | ------------------ | -------------------- | ------------------- | ------------------- | ----------------------- | ------------------- |
| 1.  | 31 grudnia 2019    | indyki               | Stary Uścimów       | Uścimów             | lubartowski             | lubelskie           |
| 2.  | 31 grudnia 2019    | indyki               | Stary Uścimów       | Uścimów             | lubartowski             | lubelskie           |
| 3.  | 31 grudnia 2019    | indyki               | Stary Uścimów       | Uścimów             | lubartowski             | lubelskie           |
| 4.  | 2 stycznia 2020    | perlice              | Stary Uścimów       | Uścimów             | lubartowski             | lubelskie           |
| 5.  | 3 stycznia         | kury nioski          | Topola Osiedle      | Przygodzice         | ostrowski               | wielkopolskie       |
| 6.  | 3 stycznia         | chów przyzagrodowy   | Wólka Orłowska      | Izbica              | krasnostawski           | lubelskie           |
| 7.  | 3 stycznia         | chów przyzagrodowy   | Olchowiec Kolonia   | Żółkiewka           | krasnostawski           | lubelskie           |
| 8.  | 4 stycznia         | indyki               | Stary Uścimów       | Uścimów             | lubartowski             | lubelskie           |
| 9.  | 6 stycznia         | indyki               | Stary Uścimów       | Uścimów             | lubartowski             | lubelskie           |
| 10. | 10 stycznia        | indyki               | Rościn              | Myślibórz           | myśliborski             | zachodniopomorskie  |
| 11. | 13 stycznia        | gęsi reprodukcyjne   | Zalesie             | Dąbie               | kolski                  | wielkopolskie       |
| 12. | 15 stycznia        | kaczki reprodukcyjne | Słaborowice         | Ostrów Wielkopolski | ostrowski               | wielkopolskie       |
| 13. | 16 stycznia        | kaczki rzeźne        | Ostrów Wielkopolski | Ostrów Wielkopolski | ostrowski               | wielkopolskie       |
| 14. | 18 stycznia        | chów przyzagrodowy   | Strupice            | Chojnów             | legnicki                | dolnośląskie        |
| 15. | 23 stycznia        | indyki               | Zapust              | Ostroróg            | szamotulski             | wielkopolskie       |
| 16. | 23 stycznia        | chów przyzagrodowy   | Radłów              | Raszków             | ostrowski               | wielkopolskie       |
| 17. | 23 stycznia        | chów przyzagrodowy   | Słaborowice         | Ostrów Wielkopolski | ostrowski               | wielkopolskie       |
| 18. | 26 stycznia        | indyki               | Rąbity              | Zalewo              | iławski                 | warmińsko-mazurskie |
| 19. | 29 stycznia        | indyki               | Stary Widzim        | Wolsztyn            | wolsztyński             | wielkopolskie       |
| 20. | 29 stycznia        | chów przyzagrodowy   | Ruda Kozielska      | Kuźnia Raciborska   | raciborski              | śląskie             |
| 21. | 8 lutego           | indyki               | Zybułtowo           | Grunwald            | ostródzki               | warmińsko-mazurskie |
| 22. | 21 lutego          | kaczki rzeźne        | Kędzierzyn-Koźle    | Kędzierzyn-Koźle    | kędzierzyńsko-kozielski | opolskie            |
| 23. | 21 lutego          | kaczki reprodukcyjne | Kociołki            | Błaszki             | sieradzki               | łódzkie             |
| 24. | 21 lutego          | kaczki rzeźne        | Świbie              | Wielowieś           | gliwicki                | śląskie             |
| 25. | 21 lutego          | kaczki rzeźne        | Regny               | Koluszki            | łódzki wschodni         | łódzkie             |
| 26. | 22 lutego          | kaczki rzeźne        | Skaratki            | Domaniewice         | łowicki                 | łódzkie             |
| 27. | 23 lutego          | kaczki rzeźne        | Barnowiec           | Dąbie               | kolski                  | wielkopolskie       |
| 28. | 25 lutego          | kaczki rzeźne        | Konopnica           | Wartkowice          | poddębicki              | łódzkie             |
| 29. | 27 lutego          | kaczki rzeźne        | Kolonia Brużyca     | Aleksandrów Łódzki  | zgierski                | łódzkie             |
| 30. | 2 marca            | kaczki rzeźne        | Stara Ciświca       | Grodziec            | koniński                | łódzkie             |
| 31. | 2 marca            | różne gatunki        | Radonia             | Wielowieś           | gliwicki                | śląskie             |
| 32. | 4 marca            | kaczki rzeźne        | m. Łódź             |                     |                         | łódzkie             |
| 33. | 6 marca            | chów przyzagrodowy   | Dąbrowica           | Długołęka           | wrocławski              | dolnośląskie        |
| 34. | 24 marca           | indyki               | Muszkowo            | Krzeszyce           | sulęciński              | lubuskie            |
| 35. | 31 marca           | indyki               | Muszkowo            | Krzeszyce           | sulęciński              | lubuskie            |
| 36. | 24 listopada       | kury nioski          | Wroniawy            | Wolsztyn            | wolsztyński             | wielkopolskie       |
| 37. | 2 grudnia          | indyki               | Nakory              | Suchożebry          | siedlecki               | mazowieckie         |
| 38. | 4 grudnia          | kury nioski          | Komiłowo            | Kobylnica           | słupski                 | pomorskie           |
| 39. | 4 grudnia          | indyki               | Tarnowa             | Rakoniewice         | grodziski               | wielkopolskie       |
| 40. | 5 grudnia          | kury nioski          | Kiełpiny            | Siedlec             | wolsztyński             | wielkopolskie       |
| 41. | 8 grudnia          | indyki               | Sieraków            | Gostynin            | gostyniński             | mazowieckie         |
| 42. | 12 grudnia         | indyki               | Świniarc            | Grodziczno          | nowomiejski             | warmińsko-mazurskie |
| 43. | 14 grudnia         | indyki               | Reklinek            | Siedlec             | wolsztyński             | wielkopolskie       |
| 44. | 14 grudnia         | kury nioski          | Wielichowo-Wieś     | Wielichowo          | grodziski               | wielkopolskie       |
| 45. | 14 grudnia         | indyki               | Tarnowa             | Rakoniewice         | grodziski               | wielkopolskie       |
| 46. | 15 grudnia         | chów przyzagrodowy   | Zaborów Stary       | Gostynin            | gostyniński             | mazowieckie         |
| 47. | 15 grudnia         | indyki               | Chobienice          | Siedlec             | wolsztyński             | wielkopolskie       |
| 48. | 16 grudnia         | indyki               | Lubosina            | Pniewy              | szamotulski             | wielkopolskie       |
| 49. | 18 grudnia         | chów przyzagrodowy   | Mielno              | Mielno              | koszaliński             | zachodniopomorskie  |
| 50. | 22 grudnia         | chów przyzagrodowy   | Szalejów Dolny      | Kłodzko             | kłodzki                 | dolnośląskie        |
| 51. | 22 grudnia         | indyki               | Borki               | Pisz                | piski                   | warmińsko-mazurskie |
| 52. | 23 grudnia         | gęsi                 | Reklin              | Siedlec             | wolsztyński             | wielkopolskie       |
| 53. | 28 grudnia         | kaczki rzeźne        | Kaniwola            | Ludwin              | łęczyński               | lubelskie           |
| 54. | 29 grudnia         | chów przyzagrodowy   | Stary Wielisław     | Kłodzko             | kłodzki                 | dolnośląskie        |

### 2021
| Lp.                          | Data potwierdzenia | Kierunek produkcji                     | Miejscowość            | Gmina                                                                                         | Powiat                  | Województwo         |
| ---------------------------- | ------------------ | -------------------------------------- | ---------------------- | --------------------------------------------------------------------------------------------- | ----------------------- | ------------------- |
| 1.                           | 4 stycznia         | indyki                                 | Lisiowólka             | Wohyń                                                                                         | radzyński               | lubelskie           |
| 2.                           | 7 stycznia         | indyki                                 | Linowo                 | Świecie nad Osą                                                                               | grudziądzki             | kujawsko-pomorskie  |
| 3.                           | 9 stycznia         | gęsi reprodukcyjne                     | Radostowo              | Jeziorany                                                                                     | olsztyński              | warmińsko-mazurskie |
| 4.                           | 10 stycznia        | indyki                                 | Staw                   | Lubiszyn                                                                                      | gorzowski               | wielkopolskie       |
| 5.                           | 13 stycznia        | indyki                                 | Kaczkowo               | Gniewkowo                                                                                     | inowrocławski           | kujawsko-pomorskie  |
| 6.                           | 16 stycznia        | indyki                                 | Czerników              | Myślibórz                                                                                     | myśliborski             | zachodniopomorskie  |
| 7.                           | 17 stycznia        | kury reprodukcyjne                     | Dulsk                  | Inowrocław                                                                                    | inowrocławski           | kujawsko-pomorskie  |
| 8.                           | 23 - 25 stycznia   | kury nioski                            | Kiełpiny               | Siedlec                                                                                       | wolsztyński             | wielkopolskie       |
| 9.                           | 23 - 25 stycznia   | kury reprodukcyjne                     | Lisewo                 | Lisewo                                                                                        | chełmiński              | kujawsko-pomorskie  |
| 10.                          | 23 - 25 stycznia   | kury nioski w okresie odchowu          | Kwakowo                | Kobylnica                                                                                     | słupski                 | pomorskie           |
| 11.                          | 26 stycznia        | chów przyzagrodowy                     | Warzno                 | Szemud                                                                                        | wejherowski             | pomorskie           |
| 12.                          | 29 stycznia        | kury reprodukcyjne                     | Lisewo                 | Lisewo                                                                                        | chełmiński              | kujawsko-pomorskie  |
| 13.                          | 29 stycznia        | kogutki rzeźne i kaczki                | Mielno                 | Mieleszyn                                                                                     | gnieźnieński            | wielkopolskie       |
| 14.                          | 1 lutego           | indyki                                 | Żodyń                  | Siedlec                                                                                       | wolsztyński             | wielkopolskie       |
| 15.                          | 1 lutego           | indyki                                 | Józefów                | Wróblew                                                                                       | sieradzki               | łódzkie             |
| 16.                          | 1 lutego           | indyki                                 | Losy                   | Lubawa                                                                                        | iławski                 | warmińsko-mazurskie |
| 17.                          | 4 lutego           | chów przyzagrodowy                     | Drzenkowice            | Ćmielów                                                                                       | ostrowiecki             | świętokrzyskie      |
| 18.                          | 5 lutego           | indyki                                 | Losy                   | Lubawa                                                                                        | iławski                 | warmińsko-mazurskie |
| 19.                          | 5 lutego           | kury nioski                            | Kiełpiny               | Siedlec                                                                                       | wolsztyński             | wielkopolskie       |
| 20.                          | 10 lutego          | chów przyzagrodowy                     | Złotnik                | Żary                                                                                          | żarski                  | lubuskie            |
| 21.                          | 10 lutego          | kury nioski                            | Kiełpiny               | Siedlec                                                                                       | wolsztyński             | wielkopolskie       |
| 22.                          | 12 lutego          | indyki                                 | Brynek                 | Tworóg                                                                                        | tarnogórski             | śląskie             |
| 23.                          | 12 lutego          | chów przyzagrodowy                     | Nowe Tłoki             | Wolsztyn                                                                                      | wolsztyński             | wielkopolskie       |
| 24.                          | 16 lutego          | chów przyzagrodowy                     | Trzebiechów            | Trzebiechów                                                                                   | zielonogórski           | wielkopolskie       |
| 25.                          | 4 marca            | kaczki rzeźne                          | Gledzianów             | Witonia                                                                                       | łęczycki                | łódzkie             |
| 26.                          | 4 marca            | kury nioski                            | Nowa Sól               | Nowa Sól                                                                                      | nowosolski              | lubuskie            |
| 27.                          | 5 marca            | chów przyzagrodowy                     | Równe                  | Głubczyce                                                                                     | głubczycki              | opolskie            |
| 28.                          | 5 marca            | kaczki rzeźne                          | Szkurłaty              | Żelazków                                                                                      | kaliski                 | wielkopolskie       |
| 29.                          | 6 marca            | gęsi reprodukcyjne                     | Ozorowice              | Wisznia Mała                                                                                  | trzebnicki              | dolnośląskie        |
| 30.                          | 6 marca            | indyki                                 | Rejczuchy              | Barczewo                                                                                      | olsztyński              | warmińsko-mazurskie |
| 31.                          | 6 marca            | chów przyzagrodowy                     | Głusino                | Kartuzy                                                                                       | kartuski                | pomorskie           |
| 32.                          | 7 marca            | indyki                                 | Ostrów                 | Ostrów                                                                                        | ropczycko-sędziszowski  | podkarpackie        |
| 33.                          | 9 marca            | indyki i brojlery kurze                | Borów                  | Opatówek                                                                                      | kaliski                 | wielkopolskie       |
| 34.                          | 11 marca           | kaczki reprodukcyjne                   | Wisznia Mała           | Wisznia Mała                                                                                  | trzebnicki              | dolnośląskie        |
| 35.                          | 11 marca           | kaczki                                 | Żużela                 | Krapkowice                                                                                    | krapkowicki             | opolskie            |
| 36.-48.                      | 11 - 17 marca      | kaczki, indyki, gęsi                   |                        | Opatówek                                                                                      | kaliski                 | wielkopolskie       |
| 49.                          | 16 - 17 marca      | kaczki reprodukcyjne                   | Zawady                 | Opatówek                                                                                      | kaliski                 | wielkopolskie       |
| 50.                          | 16 - 17 marca      | kaczki reprodukcyjne                   | Kędzierzyn-Koźle       | Kędzierzyn-Koźle                                                                              | kędzierzyńsko-kozielski | opolskie            |
| 51.                          | 16 - 17 marca      | kaczki rzeźne                          | Grabów-Pustkowie       | Grabów nad Prosną                                                                             | ostrzeszowski           | wielkopolskie       |
| 52., 53.                     | 18 - 22 marca      | kury nioski i indyki                   | Bielanka               | Gorlice                                                                                       | gorlicki                | małopolskie         |
| 54.-62.                      | 18 - 22 marca      | kaczki (8 ferm), indyki (1 ferma)      |                        | Opatówek (3 ogniska), Koźminek (3 ogniska), Ceków-Kolonia (2 ogniska), Szczytniki (1 ognisko) | kaliski                 | wielkopolskie       |
| 63.                          | 23 - 25 marca      | kury nioski                            | Chromakowo             | Lutocin                                                                                       | żuromiński              | mazowieckie         |
| 64.                          | 23 - 25 marca      | kaczki                                 | Wielowieś              | Międzychód                                                                                    | międzychodzki           | wielkopolskie       |
| 67.                          | 23 - 25 marca      | kury, bażanty, perliczki, gęsi, kaczki | Wieszowa               | Zbrosławice                                                                                   | tarnogórski             | śląskie             |
| 71.                          | 23 - 25 marca      | gęsi                                   | Kotłów                 | Mikstat                                                                                       | ostrzeszowski           | wielkopolskie       |
| 72.                          | 23 - 25 marca      | kaczki                                 | Giżyce                 | Grabów nad Prosną                                                                             | ostrzeszowski           | wielkopolskie       |
| 65., 66., 68., 69., 70., 73. | 23 - 25 marca      | kaczki (5 ferm), indyki (1 ferma)      |                        | Opatówek (3 ogniska), Szczytniki (2 ogniska), Koźminek (1 ognisko)                            | kaliski                 | wielkopolskie       |
| 74.                          | 26 marca           | kury i kaczki                          | Krasne Potockie        | Chełmiec                                                                                      | nowosądecki             | małopolskie         |
| 75.                          | 28 marca           | kury nioski                            | Swojęcin               | Lutocin                                                                                       | żuromiński              | mazowieckie         |
| 76.                          | 27 marca           | kaczki                                 | Nowy Nakwasin          | Koźminek                                                                                      | kaliski                 | wielkopolskie       |
| 77.                          | 27 marca           | kaczki                                 | Sobiesęki              | Brzeziny                                                                                      | kaliski                 | wielkopolskie       |
| 78.                          | 29 marca           | indyki                                 | Wilewo                 | Bieżuń                                                                                        | żuromiński              | mazowieckie         |
| 79.                          | 30 marca           | kury nioski                            | Ratowo                 | Radzanów                                                                                      | mławski                 | mazowieckie         |
| 80.                          | 30 marca           | kury reprodukcyjne                     | Sadłowo                | Bieżuń                                                                                        | żuromiński              | mazowieckie         |
| 81.                          | 30 marca           | kaczki                                 | Sobiesęki Drugie       | Szczytniki                                                                                    | kaliski                 | wielkopolskie       |
| 82.                          | 30 marca           | kaczki                                 | Chełmce                | Opatówek                                                                                      | kaliski                 | wielkopolskie       |
| 83.                          | 30 marca           | kaczki                                 | Sobiesęki Pierwsze     | Szczytniki                                                                                    | kaliski                 | wielkopolskie       |
| 84.                          | 30 marca           | chów przyzagrodowy                     | Stronie                | Łukowice                                                                                      | limanowski              | małopolskie         |
| 85.                          | 30 marca           | kury nioski                            | Zgliczyn Pobodzy       | Bieżuń                                                                                        | żuromiński              | mazowieckie         |
| 86.                          | 30 marca           | kury                                   | Simoradz               | Dębowiec                                                                                      | cieszyński              | śląskie             |
| 87.                          | 31 marca           | kury nioski                            | Kiełpiny               | Siedlec                                                                                       | wolsztyński             | wielkopolskie       |
| 88.                          | 31 marca           | indyki                                 | Stary Karolew          | Koźminek                                                                                      | kaliski                 | wielkopolskie       |
| 89.                          | 31 marca           | kaczki                                 | Gać Kaliska            | Koźminek                                                                                      | kaliski                 | wielkopolskie       |
| 90.                          | 31 marca           | kaczki                                 | Gać Kaliska            | Koźminek                                                                                      | kaliski                 | wielkopolskie       |
| 91.                          | 31 marca           | kury nioski                            | Sadłowo Parcele        | Bieżuń                                                                                        | żuromiński              | mazowieckie         |
| 92.                          | 31 marca           | kury nioski                            | Strzeszyn              | Biecz                                                                                         | gorlicki                | małopolskie         |
| 93.                          | 31 marca           | chów przyzagrodowy                     | Wilczyska              | Bobowa                                                                                        | gorlicki                | małopolskie         |
| 94.                          | 31 marca           | kaczki                                 | Gać Kaliska            | Koźminek                                                                                      | kaliski                 | wielkopolskie       |
| 95.                          | 1 kwietnia         | kaczki                                 | Sobiesęki              | Brzeziny                                                                                      | kaliski                 | wielkopolskie       |
| 96.                          | 2 kwietnia         | kaczki                                 | Trojanów               | Opatówek                                                                                      | kaliski                 | wielkopolskie       |
| 97.                          | 1 kwietnia         | kury nioski                            | Sadłowo                | Bieżuń                                                                                        | żuromiński              | mazowieckie         |
| 98.                          | 1 kwietnia         | kury nioski                            | Karniszyn              | Bieżuń                                                                                        | żuromiński              | mazowieckie         |
| 99.                          | 2 kwietnia         | kury nioski                            | Stanisławowo           | Bieżuń                                                                                        | żuromiński              | mazowieckie         |
| 100.                         | 1 kwietnia         | kury reprodukcyjne                     | Sadłowo Parcele        | Bieżuń                                                                                        | żuromiński              | mazowieckie         |
| 101.                         | 3 kwietnia         | chów przyzagrodowy                     | Mikołajki              | Mikołajki                                                                                     | mrągowski               | warmińsko-mazurskie |
| 102.                         | 3 kwietnia         | kury reprodukcyjne                     | Cegielnia Ratowska     | Radzanów                                                                                      | mławski                 | mazowieckie         |
| 103.                         | 3 kwietnia         | kury nioski                            | Zgliczyn Glinki        | Radzanów                                                                                      | mławski                 | mazowieckie         |
| 104.                         | 2 kwietnia         | kaczki                                 | Sobiesęki              | Brzeziny                                                                                      | kaliski                 | wielkopolskie       |
| 105.                         | 6 kwietnia         | chów przyzagrodowy                     | Mikołajki              | Mikołajki                                                                                     | mrągowski               | warmińsko-mazurskie |
| 106.                         | 6 kwietnia         | kaczki reprodukcyjne                   | Gawłowice              | Goszczanów                                                                                    | sieradzki               | łódzkie             |
| 107.                         | 6 kwietnia         | indyki                                 | Pełki                  | Bieżuń                                                                                        | żuromiński              | mazowieckie         |
| 108.                         | 6 kwietnia         | indyki                                 | Żelaźnia               | Lubowidz                                                                                      | żuromiński              | mazowieckie         |
| 109.                         | 6 kwietnia         | chów przyzagrodowy                     | Owczary                | Sękowa                                                                                        | gorlicki                | małopolskie         |
| 110.                         | 6 kwietnia         | indyki                                 | Żelaźnia               | Lubowidz                                                                                      | żuromiński              | mazowieckie         |
| 111.                         | 6 kwietnia         | kury nioski                            | Strzeszewo             | Bieżuń                                                                                        | żuromiński              | mazowieckie         |
| 112.                         | 6 kwietnia         | kury reprodukcyjne                     | Chamsk                 | Bieżuń                                                                                        | żuromiński              | mazowieckie         |
| 113.                         | 6 kwietnia         | kury nioski                            | Swojęcin               | Lutocin                                                                                       | żuromiński              | mazowieckie         |
| 114.                         | 6 kwietnia         | kury nioski                            | Zgliczyn Glinki        | Radzanów                                                                                      | mławski                 | mazowieckie         |
| 115.                         | 29 marca           | kaczki                                 | Nowy Karolew           | Koźminek                                                                                      | kaliski                 | wielkopolskie       |
| 116.                         | 6 kwietnia         | brojlery kurze                         | Boguchwała             | Boguchwała                                                                                    | rzeszowski              | podkarpackie        |
| 117.                         | 7 kwietnia         | brojlery kurze                         | Gapowo                 | Stężyca                                                                                       | kartuski                | pomorskie           |
| 118.                         | 7 kwietnia         | kury nioski                            | Biczyce Górne          | Chełmiec                                                                                      | nowosądecki             | małopolskie         |
| 119.                         | 7 kwietnia         | kaczki i kury nioski                   | Sobiesęki              | Brzeziny                                                                                      | kaliski                 | wielkopolskie       |
| 120.                         | 7 kwietnia         | indyki                                 | Stawiszyn-Zwalewo      | Bieżuń                                                                                        | żuromiński              | mazowieckie         |
| 121.                         | 7 kwietnia         | kaczki, kury w okresie odchowu         | Simoradz               | Dębowiec                                                                                      | cieszyński              | śląskie             |
| 122.                         | 7 kwietnia         | kury reprodukcyjne                     | Dębsk                  | Żuromin                                                                                       | żuromiński              | mazowieckie         |
| 123.                         | 7 kwietnia         | kury w okresie odchowu                 | Stawiszyn-Zwalewo      | Bieżuń                                                                                        | żuromiński              | mazowieckie         |
| 124.                         | 7 kwietnia         | kaczki                                 | Stok Nowy              | Błaszki                                                                                       | sieradzki               | łódzkie             |
| 125.                         | 7 kwietnia         | kaczki                                 | Kwasków                | Błaszki                                                                                       | sieradzki               | łódzkie             |
| 126.                         | 7 kwietnia         | kury nioski                            | Sadłowo Parcele        | Bieżuń                                                                                        | żuromiński              | mazowieckie         |
| 127.                         | 7 kwietnia         | kury reprodukcyjne                     | Ługi                   | Szreńsk                                                                                       | mławski                 | mazowieckie         |
| 128.                         | 7 kwietnia         | kury reprodukcyjne                     | Kunki                  | Szreńsk                                                                                       | mławski                 | mazowieckie         |
| 129.                         | 7 kwietnia         | brojlery kurze                         | Rzężawy                | Żuromin                                                                                       | żuromiński              | mazowieckie         |
| 130.                         | 7 kwietnia         | kury w okresie odchowu                 | Markowa                | Markowa                                                                                       | łańcucki                | podkarpackie        |
| 131.                         | 8 kwietnia         | kury reprodukcyjne                     | Dźwierzno              | Bieżuń                                                                                        | żuromiński              | mazowieckie         |
| 132.                         | 8 kwietnia         | kaczki                                 | Sobiesęki              | Brzeziny                                                                                      | kaliski                 | wielkopolskie       |
| 133.                         | 8 kwietnia         | kury rzeźne                            | Piegonisko-Kolonia     | Brzeziny                                                                                      | kaliski                 | wielkopolskie       |
| 134.                         | 8 kwietnia         | chów przyzagrodowy                     | Kamionka Mała          | Laskowa                                                                                       | limanowski              | małopolskie         |
| 135.                         | 8 kwietnia         | indyki                                 | Gać Kaliska            | Koźminek                                                                                      | kaliski                 | wielkopolskie       |
| 136.                         | 8 kwietnia         | chów przyzagrodowy                     | Mystków                | Kamionka Wielka                                                                               | nowosądecki             | małopolskie         |
| 137.                         | 8 kwietnia         | kaczki                                 | Biskupczyce Zabaryczne | Mikstat                                                                                       | ostrzeszowski           | wielkopolskie       |
| 138.                         | 8 kwietnia         | kaczki                                 | Palaty                 | Grabów nad Prosną                                                                             | ostrzeszowski           | wielkopolskie       |
| 139.                         | 8 kwietnia         | kaczki, gęsi, kury nioski              | Sobiesęki              | Brzeziny                                                                                      | kaliski                 | wielkopolskie       |
| 140.                         | 11 kwietnia        | kury reprodukcyjne                     | Sochy                  | Iłowo-Osada                                                                                   | działdowski             | warmińsko-mazurskie |
| 141.                         | 9 kwietnia         | kaczki                                 | Kobylarka              | Szczytniki                                                                                    | kaliski                 | wielkopolskie       |
| 142.                         | 9 kwietnia         | kaczki                                 | Piegonisko-Kolonia     | Brzeziny                                                                                      | kaliski                 | wielkopolskie       |
| 143.                         | 9 kwietnia         | kaczki, gęsi                           | Strużka                | Szczytniki                                                                                    | kaliski                 | wielkopolskie       |

24 lutego wysoce zjadliwa grypa ptaków została potwierdzona u Karolinki (Aix sponsa) w ogrodzie zoologicznym w Warszawie.